# Silverhyttan, vitriolverket och extraktionsverket med kopparverket och zinkhyttan

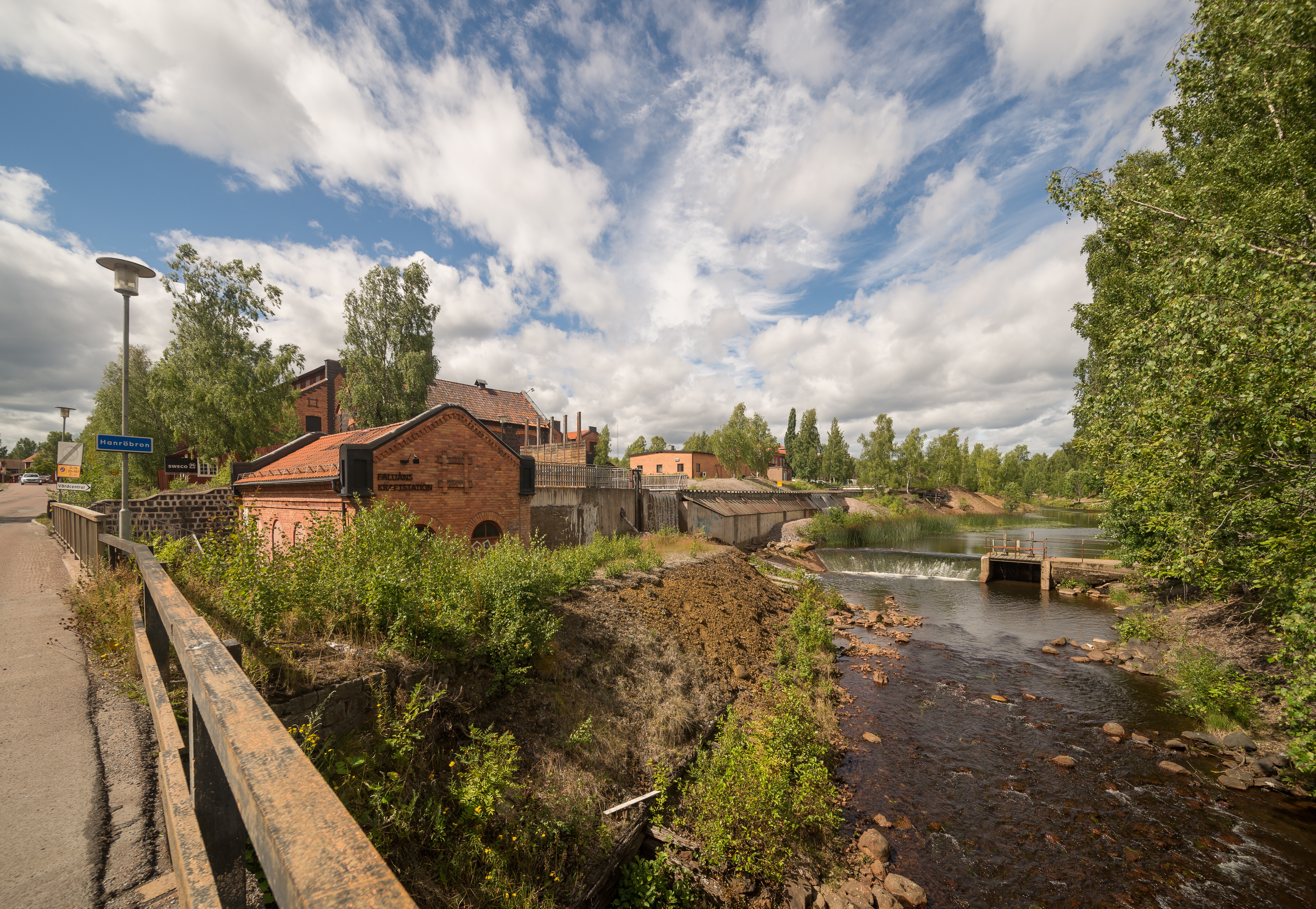
Vy mot området i augusti 2017 med Faluån i förgrunden.

Silverhyttan, vitriolverket och extraktionsverket med kopparverket och zinkhyttan är ett industriområde och byggnadsminne i Falun i Dalarnas län. Anläggningarna ligger utmed Faluån norr om Södra Mariegatan och stadsdelen Gamla Herrgården. Området ingår i Världsarvet Falun.

## Historia
Byggnaderna har en likartad utformning med fasader av gjutna kopparslaggblock och lertegel. Området skapades under andra hälften av 1800-talet då den traditionella bergsmansorganisationen för kopparframställningen övergick till bolagsdrift. På platsen skedde framställning av kopparvitriol och metaller såsom koppar, zink, silver och guld. Genom att kopparhalten i den brutna malmen sjönk under 1800-talet uppstod behov av att extrahera metallerna på ett mera effektivt sätt samt att på olika sätt utveckla biprodukter från förädlingen av malmen från Falu gruva.

## Byggnader

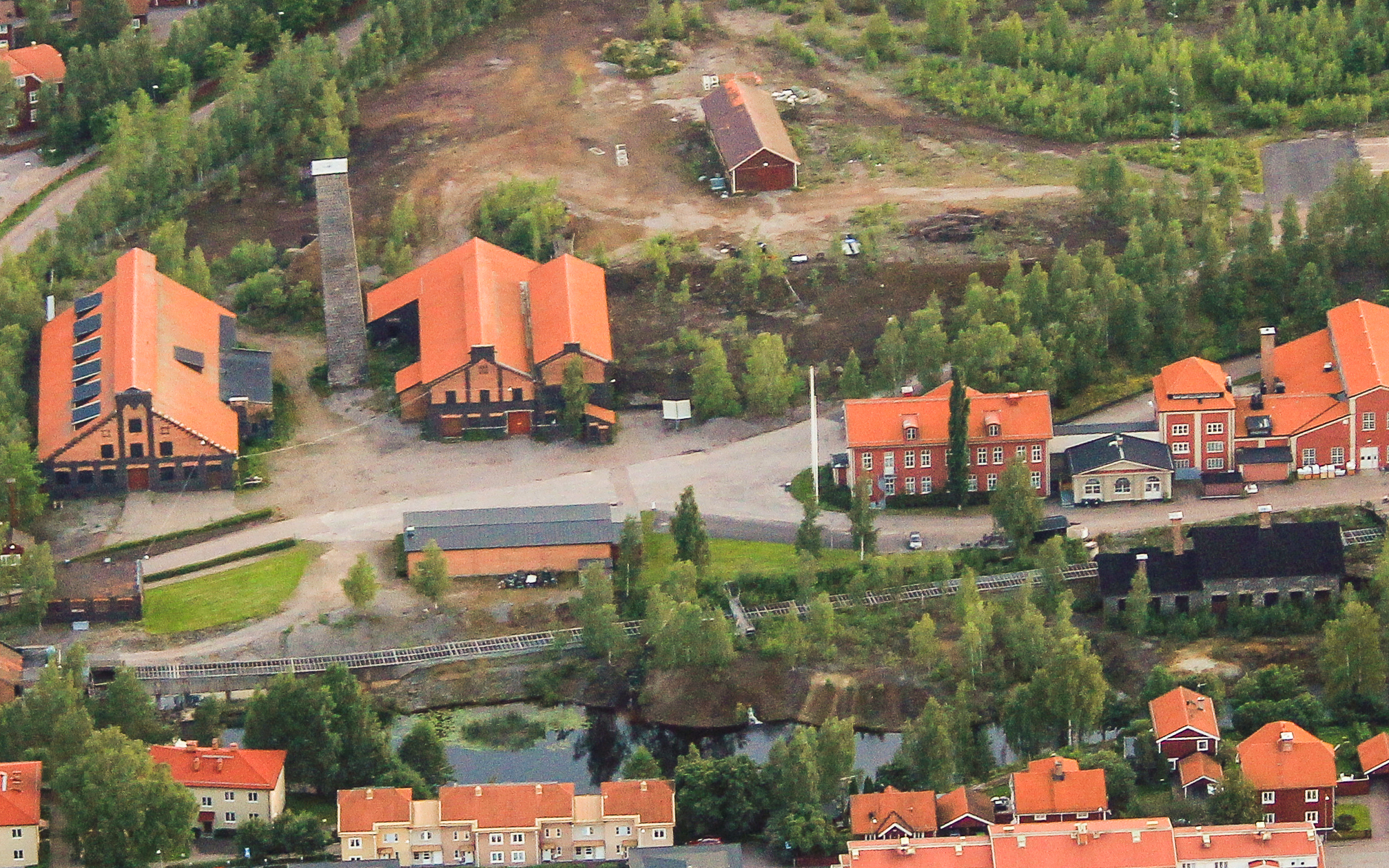
Flygbild över området.

### Extraktionsverket/Zinkhyttan
Extraktionsverket uppfördes 1917 efter att en föregångare hade brunnit ned. I byggnaden framställdes koppar och zink. Denna verksamhet lades ned 1921. Därefter har den bland annat använts för framställning av järnvitriol. Byggnaden består av två sammanbyggda byggnadskroppar. Byggnaden är uppförd av gjutna kopparslaggblock och lertegel. Slaggen som byggnaden är uppförd av kommer från egen tillverkning från en provisorisk ugn. Taket är täckt med lertegel. Byggnaden är dekorativt utformad med utnyttjande av slaggens och teglets färgeffekter i en medeltidsinspirerad stil med höga gavelrösten med trappstegsmönster på gavlarna. I byggnaden inre finns en stor flamugn bevarad. I sen tid har byggnaden rumsindelats med moderna träväggar. 

### Vitriolverket
Vitriolverket uppfördes sannolikt 1907-09 och byggdes till 1917. Byggnaden uppfördes för framställning av kopparvitriol som var en viktig biprodukt vid kopparframställningen. Huset är byggt av gjutna kopparslaggblock och lertegel. Taket av säteritaksmodell är täckt med lertegel och försett med takkupor. Liksom Extraktionsverket har fasaderna en dekorativ utformning med omväxlande gjutna kopparslaggblock och lertegel. På byggnadens västra gavel finns mur-rester från en del av byggnaden som brann ned 1976. Av den fasta inredningen för vitrioltill-verkningen återstår en del träkonstruktioner i byggnadens nordvästra del. Av intresse i interiören är också takstolar och kolonner av järn.

### Silverhyttan
Hyttan uppfördes 1884 och framställningen av silver och guld pågick fram till början av 1920-talet. Cirka 250 kg silver och 100 kg guld per år producerades i Silverhyttan. Silverhyttan består av två sammanbyggda byggnadskroppar uppförda av gjutna kopparslaggblock. Taket är täckt med tjärpapp. Den norra delen innehåller den så kallade kratshyttan med en större ugn för smältning av slagg från gärningen så kallad krats. I den södra delen finns flera mindre ugnar för silver- och guldframställningen. Framställningen av silver och guld pågick fram till början av 1920-talet. Cirka 250 kilo silver och 100 kilo guld per år producerades i Silverhyttan. Silverhyttan består av två sammanbyggda byggnadskroppar uppförda av gjutna kopparslaggblock.

## Bilder

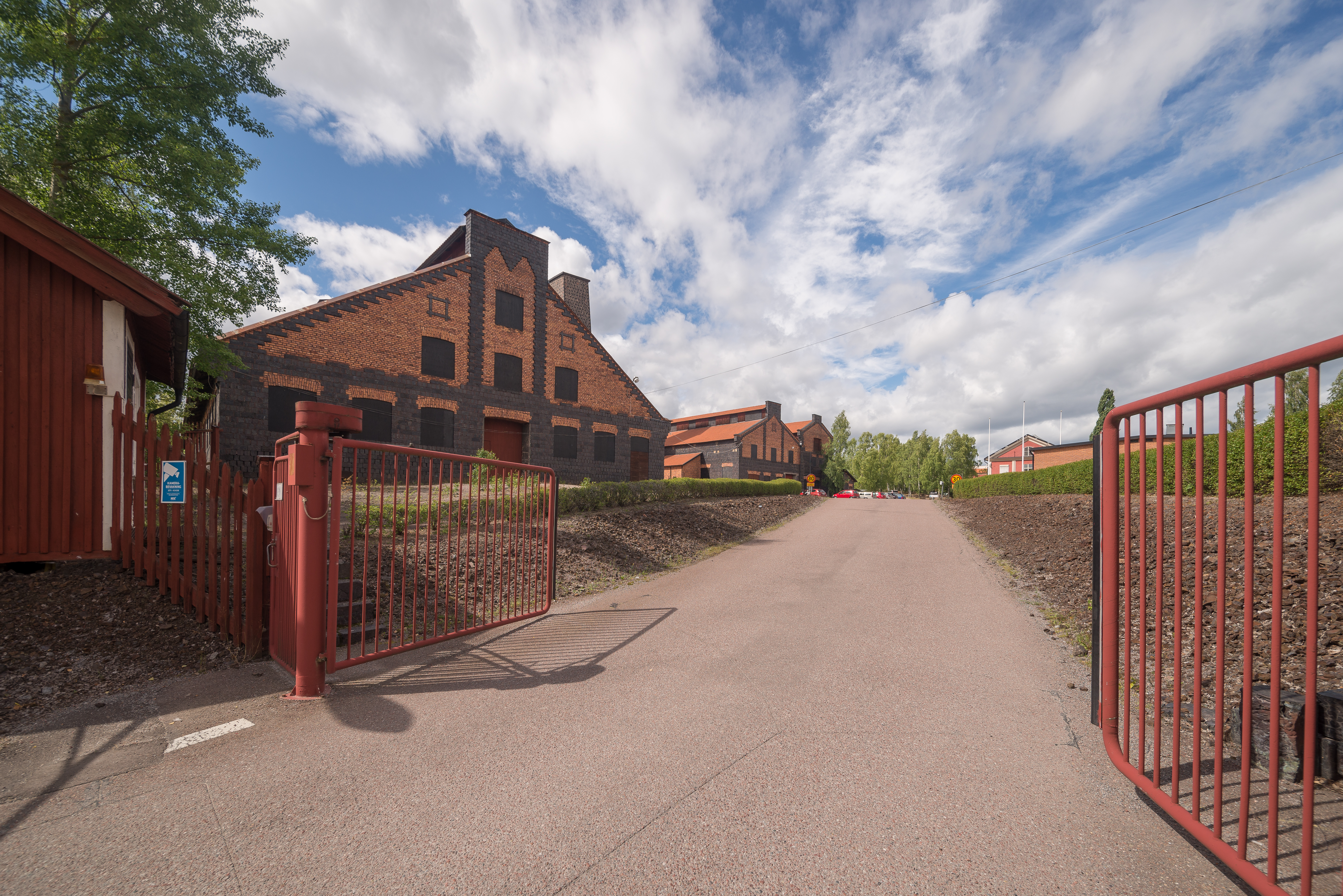
Vy mot Vitriolverket (vänster) och Zinkhyttan.
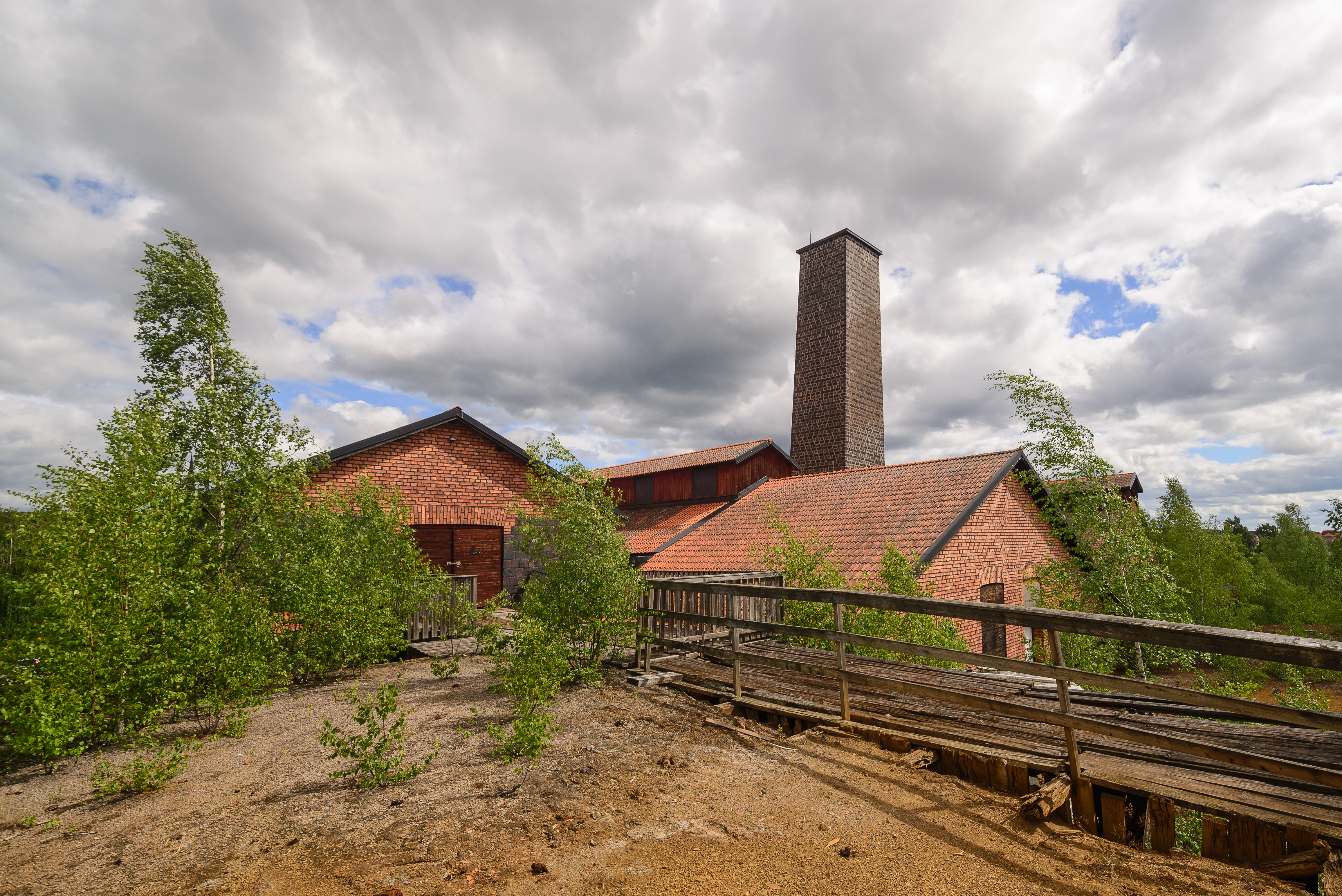
Zinkhyttan.
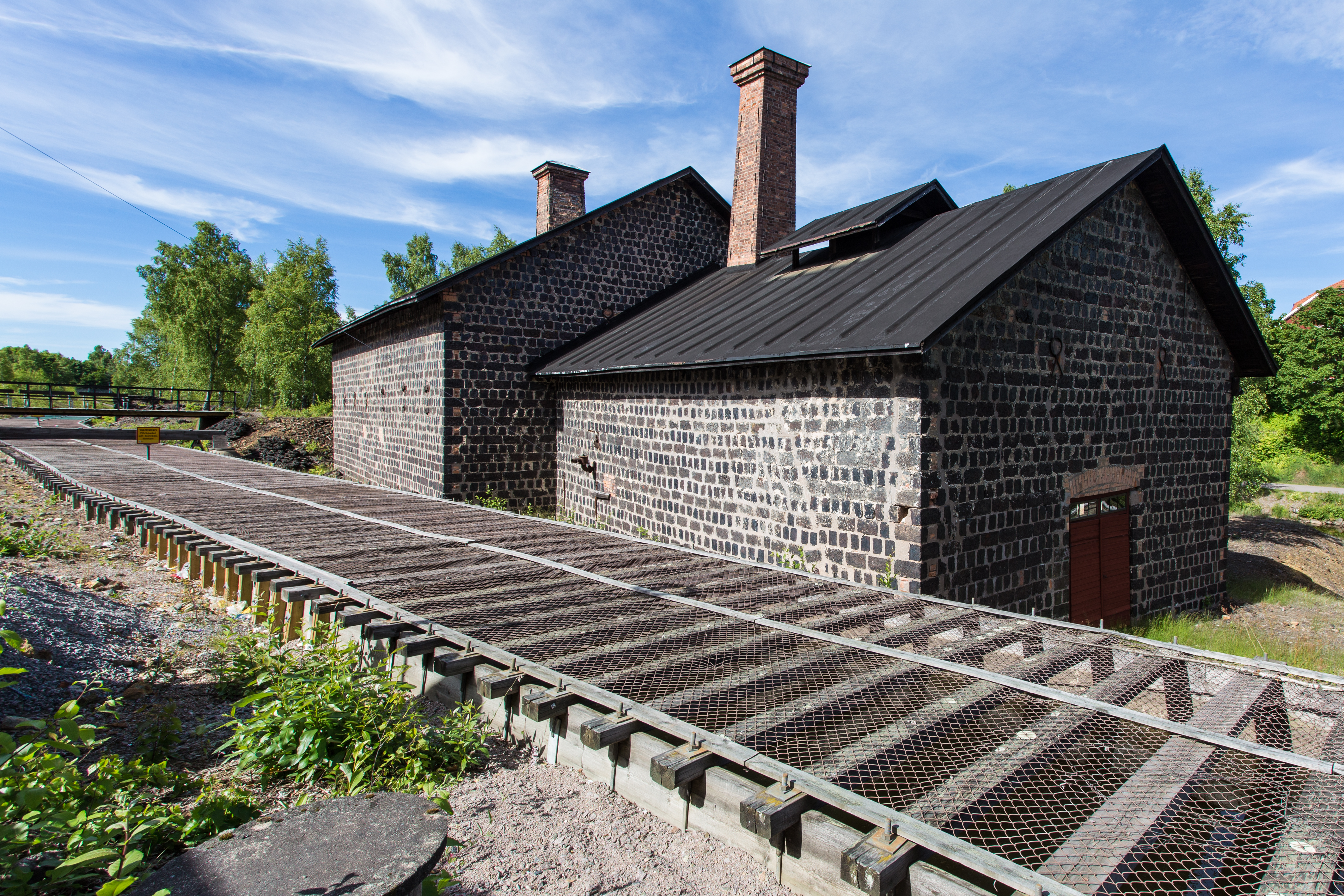
Silverhyttan.
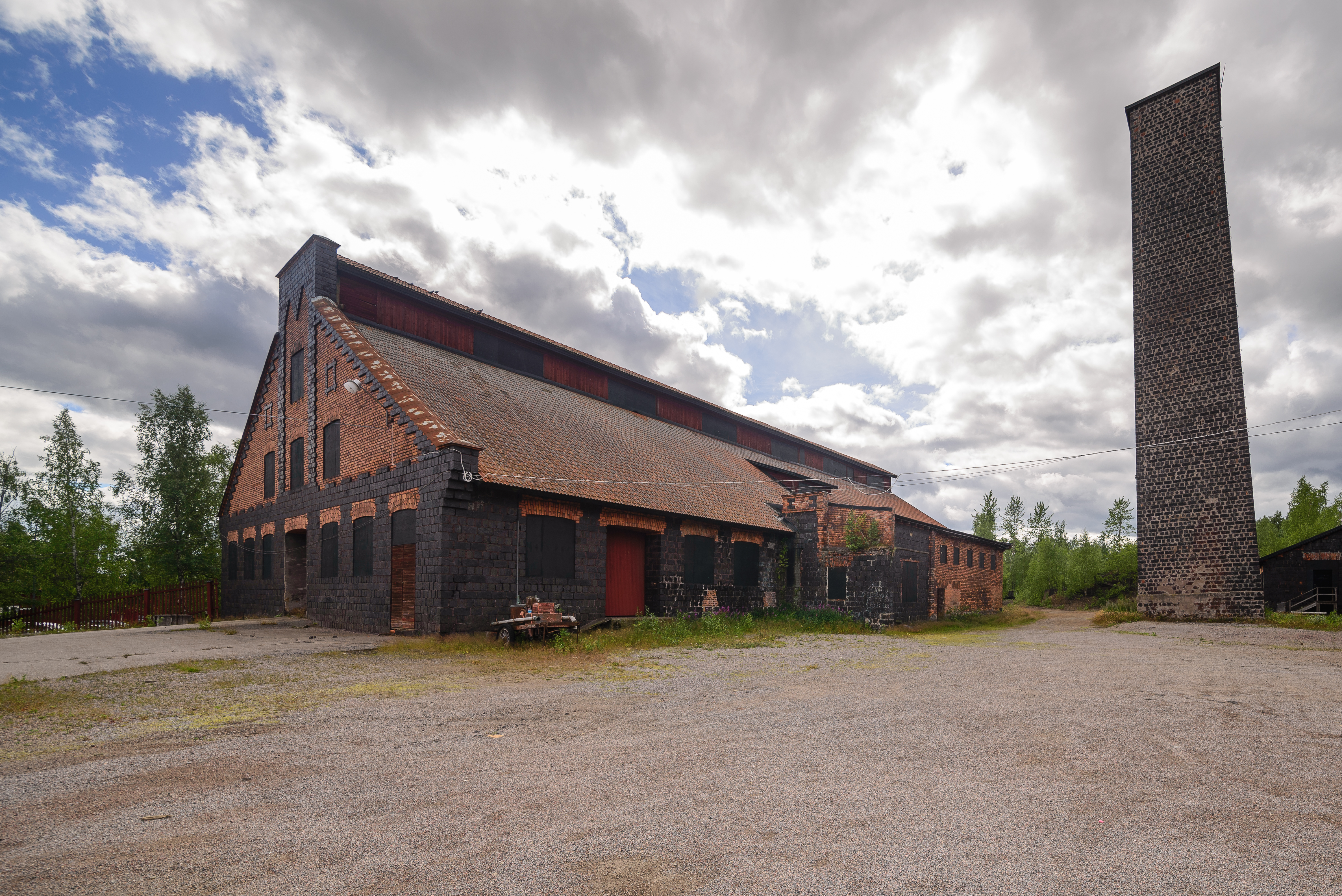
Vitriolverket.